# Natividad Isabel Peña Bonilla
Natividad Isabel Peña Bonilla (Zaragoza, 18 de enero de 1973) es una diplomática española. Fue embajadora de España en Zimbabue (2001-2025) con concurrencia en las repúblicas de Zambia y Malaui. 

## Carrera diplomática
Nació en Zaragoza. Tras licenciarse en Derecho en la Universidad de Zaragoza, ingresó en la Escuela Diplomática (2006).
Ha estado destinada en las Embajadas de España en: Luanda (Angola); Londres (Reino Unido) y Maputo (Mozambique).
En el Ministerio de Asuntos Exteriores, Unión Europea y Cooperación - MAEUEC (Madrid) ha sido Jefa de Servicio en la Dirección General de Comunicación Exterior (2006-2009); Subdirección General de Relaciones Bilaterales con los Países de la Unión Europea (2018); subdirectora adjunta de Relaciones con los Países de África Subsahariana (2019); y subdirectora general en la dirección general para África (2020).
Fue embajadora de España en Harare (Zimbabue).